# Constant dels inversos de Fibonacci
La constant dels inversos de Fibonacci , o ψ, es defineix com la suma dels inversos dels nombres de Fibonacci:
{\displaystyle \Psi =\sum _{k=1}^{\infty }{\frac {1}{F_{k}}}={\frac {1}{1}}+{\frac {1}{1}}+{\frac {1}{2}}+{\frac {1}{3}}+{\frac {1}{5}}+{\frac {1}{8}}+{\frac {1}{13}}+\cdots .}
La raó entre dos termes consecutius d'aquesta suma tendeix a l'invers del nombre auri. Com que aquest nombre és menor que 1, el criteri de d'Alembert estableix que la suma convergeix.
Se sap que ψ és aproximadament igual a
{\displaystyle \Psi \approx 3.359885666243177553172011302918927179688905133731\dots .}
No es coneix una fórmula tancada que doni el valor de ψ, però Gosper descriu un algorisme per obtenir una aproximació ràpida del seu valor.
De fet ψ és irracional, i aquesta propietat va ser conjecturada per Paul Erdős, Ronald Graham i Leonard Carlitz, i comprovada el 1989 per Richard André-Jeannine.
La representació d'aquesta constant en fracció contínua és:
{\displaystyle \Psi =[3;2,1,3,1,1,13,2,3,3,2,1,1,6,3,2,4,362,2,4,8,6,30,50,1,6,3,3,2,7,2,3,1,3,2,\cdots ]\!\,.}